# Station Annopole
Station Annopole is een spoorwegstation in de Poolse plaats Annopole.